# ديلي (سميرم)
ديلي هي قرية في مقاطعة سميرم، إيران. يقدر عدد سكانها بـ 344 نسمة بحسب إحصاء 2016.